# Kryvoozerský rajón
Kryvoozerský rajón (ukrajinsky Кривоозерський район) byl rajón v Mykolajivské oblasti na Ukrajině. Hlavním městem bylo Kryve Ozero a rajón měl přibližně 25 tisíc obyvatel. 

## Sídla v rajónu
- Kryve Ozero